# 湘水明珠文化公园
湘水明珠文化公园，也称湘水明珠广场、湘江东岸风光带。位于湖南衡阳珠晖区湘江沿岸，从船山大桥至荷花坪，全长3.968公里，是一条文化艺术长廊。2012年，湘水明珠文化公园被公布为衡阳市第二批爱国主义教育基地。

## 景观
湘水明珠文化公园的绿化面积2.17万平方米，种植了多品种乔木和灌木。沿线有社会主义核心价值观广场、抗战雕塑、景观石雕等景观。
公园内有衡阳保卫战纪念雕塑、王夫之像、望湘亭、梅苑、柳荫大道、樱花大道等景观，还有介绍五十多位衡阳籍名人的故事。